# Municipio de Pilot Knob
El municipio de Pilot Knob (en inglés: Pilot Knob Township) es un municipio ubicado en el condado de Washington en el estado estadounidense de Illinois. En el año 2010 tenía una población de 555 habitantes y una densidad poblacional de 6,07 personas por km².

## Geografía
El municipio de Pilot Knob se encuentra ubicado en las coordenadas 38°15′15″N 89°25′30″O / 38.25417, -89.42500. Según la Oficina del Censo de los Estados Unidos, el municipio tiene una superficie total de 91.48 km², de la cual 91,23 km² corresponden a tierra firme y (0,27 %) 0,25 km² es agua.

## Demografía
Según el censo de 2010, había 555 personas residiendo en el municipio de Pilot Knob. La densidad de población era de 6,07 hab./km². De los 555 habitantes, el municipio de Pilot Knob estaba compuesto por el 98,02 % blancos, el 0,18 % eran afroamericanos, el 0,18 % eran asiáticos, el 0,18 % eran de otras razas y el 1,44 % eran de una mezcla de razas. Del total de la población el 0 % eran hispanos o latinos de cualquier raza.